# المؤتمر السوري الفلسطيني

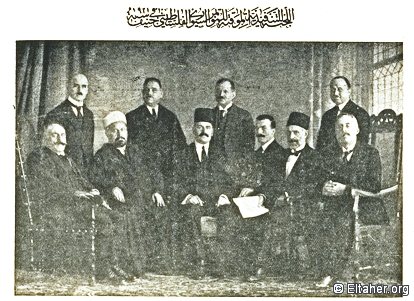
اجتماع اللجنة التنفيذية المؤقتة للمؤتمر السوري الفلسطيني في جنيف 1921، الجالسون من اليمين إلى اليسار: الأمير شكيب أرسلان - الحاج توفيق حماد - طعان بك العماد - ميشيل لطف الله بك - الإمام محمد رشيد رضا - سليمان بك كنعان، الواقفون من اليمين إلى اليسار: أمين التميمي - نجيب بك شقير - شبلي أفندي الجمل - إحسان الجابري

المؤتمر السوري الفلسطيني هو مؤتمر عُقد في جنيف، سويسرا في 21 أيلول/ سبتمبر 1921 بين شخصيّات من سوريا الشمالية وسوريا الجنوبية (فلسطين)، للمطالبة بالاستقلال عن الاستعمار الغربي. وكانت فيه الإشارة الأولى لمُسمى «شعب فلسطيني». كان المجلس التأسيسي للمؤتمر مكون من: الأمين العام الأمير شكيب أرسلان، نائب الرئيس توفيق حماد، طعان العماد، رئيس المؤتمر الأمير ميشيل لطف الله، العلامة الشيخ محمد رشيد رضا، سليمان كنعان، أمين التميمي، نجيب شقير، شبلي الجمل، إحسان الجابري.